# 102-я стрелковая дивизия (1-го формирования)
102-я стрелковая дивизия — воинское соединение Вооружённых сил СССР, принимавшее участие в Великой Отечественной войне.
Боевой период: 2 июля — 19 сентября 1941 года.

## История
Дивизия была сформирована летом 1939 года в Сибирском военном округе в Качинске.
В марте 1940 года в Харьковском военном округе был сформирован 67-й стрелковый корпус, в состав которого вошли 102-я, 132-я, 151-я стрелковые дивизии, 194-й отдельный сапёрный батальон и 207-й отдельный батальон связи. Управление корпуса и специальные части корпуса дислоцировались в г. Полтава.
В июне 1941 года 102 сд получала пополнение в виде 5450 человек приписного состава.
На 22 июня 1941 года дивизия дислоцировалась в Кременчуге. 28 июня выступила маршем на Чернигов. В августе дивизия фактически погибла в окружении северо-западнее Гомеля (63-й ск в составе: 61-й, 102-й и 154-й сд в районе ст. Салтановки).
102-я стрелковая дивизия была расформирована приказом НКО СССР от 19.09.1941 года.

## Командиры
- Гудзь, Порфирий Мартынович (1 июля 1940 — 17 июля 1941), полковник;
- Чернюгов, Спиридон Сергеевич (18 июля — 19 сентября 1941), полковник.

## Начальники штаба
- Бессонов, Иван Георгиевич (04.1940 — 26.08.1941), комбриг.

## Боевой состав
- 410-й стрелковый полк
- 467-й стрелковый полк (командир — Кипиани Шалва Георгиевич (1904—1941), полковник[2])
- 519-й стрелковый полк
- 346-й артиллерийский полк
- 586-й гаубичный артиллерийский полк
- 240-й отдельный истребительно-противотанковый дивизион
- 412-й отдельный зенитно-артиллерийский дивизион
- 154-й разведывательный батальон
- 196-й сапёрный батальон
- 211-й отдельный батальон связи
- 163-й медико-санитарный батальон
- 219-й автотранспортный батальон
- 108-я полевая хлебопекарня
- 113-я полевая почтовая станция
- 115-я полевая касса Госбанка[3]

## Подчинение
| На дату    | Фронт             | Армия      | Корпус                 |
| ---------- | ----------------- | ---------- | ---------------------- |
| 22.06.1941 | Резерв Ставки ГК  |            | 67-й стрелковый корпус |
| 01.07.1941 | Резерв Ставки ГК  | 21-я армия | 67-й стрелковый корпус |
| 10.07.1941 | Западный фронт    | 21-я армия | 67-й стрелковый корпус |
| 01.08.1941 | Центральный фронт | 21-я армия | 67-й стрелковый корпус |
| 01.09.1941 | Брянский фронт    | -          | -                      |